# Grb Ålandskih otoka
Grb Ålandskih otoka sastoji se od plavog štita, ovjenčanog baronskom krunom na kojem se nalazi zlatni jelen.
Otocima, koji su bili švedska provincija, grb je darovan prije pokopa kralja Gustava I., godine 1650.
Grb je prvobitno namijenjen otocima prikazivao dva drukčija jelena na polju s devet bijelih ruža, simbolički povezanih s ružama na grbu Finske.Međutim, grb koji je na kraju darovan bio je s europskim crvenim jelenom na plavom polju, što je neobično jer fauna otoka nikada nije uključivala ovu vrstu.
Ured Švedskog državnog heralda otkrio je grješku počinjenu stoljećima ranije. Grb dat Alandskim otocima zapravo je namijenjen Elandiji, otoku poznatom po lovištima jelena. Elandija je dobila grb s bijelim ružama namijenjen Alandu, iako nikakve veze s Finskom nije imala. Elandiji je kasnije dat odgovarajući grb, sličan grbu Alandskih otoka.